# Mu Cephei
Mu Cephei (μ Cephei / Mi Cephei / HD 206936) es una estrella en la constelación de Cefeo de magnitud aparente media +4,04.
Recibe el título de Estrella granate debido a su intenso color rojo, especialmente destacado si se la observa a través de prismáticos o telescopios pequeños.
Se encuentra a una incierta distancia del sistema solar comprendida entre 2400 y 2800 años luz.
Mu Cephei una estrella hipergigante roja de tipo espectral M2Ia o M1I una de las estrellas más grandes que se conocen.
Su diámetro —calculado a partir de la medida directa de su diámetro aparente de 0,021 segundos de arco y considerando que está a 2.400 años luz— es 650 veces mayor que el solar, equivalente a unas 13,5 UA; otros autores, sin embargo, le asignan un diámetro major, 1.420 veces más grande que el del Sol.
Su comparación con la estrella de Barnard, una enana roja cercana, equivale a comparar una cabeza de alfiler con la cúpula de la Basílica de San Pedro; si se considera que la luz tarda 0,133 segundos en circunnavegar la Tierra y 14,577 segundos en circunnavegar el Sol, la cifra empleada en el caso de Mu Cephei —24.077,8 segundos o 6,69 horas—, da una clara idea del tamaño asombroso de esta estrella.
La luminosidad de Mu Cephei equivale a 350.000 veces la del Sol —para una distancia de 2.400 años luz—, pero si se considera la distancia mayor de 2.800 años luz, su luminosidad asciende a 475.000 soles.
Su temperatura superficial es de 3700 K.
Presenta un contenido en metales ligeramente superior al solar ([Fe/H] = +0,05).
Mu Cephei está rodeada por lo que parece un gran disco de polvo y agua cuyo radio interno y externo equivale, respectivamente, a dos y cuatro veces el radio de la estrella.
Asimismo, en torno a Mu Cephei se ha detectado una nebulosa circunestelar, sólo visible en el infrarrojo, de forma esférica —excepto en su interior, donde tiene una pronunciada morfología asimétrica—, cuyo radio es de al menos 6 segundos de arco.
Los modelos indican que durante los últimos 1000 años, Mu Cephei ha experimentado una constante pérdida de masa, a un ritmo aproximado de 10-7 masas solares por año.
Su masa actual es 15 veces mayor que la masa solar y tiene una edad aproximada de 10 millones de años. En la parte interna de su envoltura circunestelar muestra intensa radiación máser de la molécula de monóxido de Silicio.
Mu Cephei es el prototipo de las estrellas variables semirregulares SRC, supergigantes rojas con amplitudes en la variación de luminosidad del orden de una magnitud y períodos desde unos 30 días a varios miles de años.
La propia Mu Cephei varía de brillo entre magnitud +3,43 y +5,10 en un período semirregular de 800 - 1000 días.